# Vackov (Plesná)
Vackov (německy Watzkenreuth) je malá vesnice, část města Plesná v okrese Cheb v Karlovarském kraji. Nachází se asi tři kilometry severovýchodně od Plesné. Je zde evidováno 12 adres. V roce 2011 zde trvale žilo deset obyvatel.
Vackov je také název katastrálního území o rozloze 4,38 km².

## Historie
První písemná zmínka o vesnici pochází z roku 1154. tehdy se ves nazývala Wazcegenruth podle kláštera Waldsassen, k jehož panství patřila.

## Obyvatelstvo
Při sčítání lidu v roce 1930 zde žilo 464 obyvatel, z nichž bylo 448 Němců a 16 cizinců. K římskokatolické církvi se hlásilo 444 obyvatel, deset k evangelické církvi čtyři obyvatelé, deset bylo bez vyznání.
| Rok                                                            | 1869 | 1880 | 1890 | 1900 | 1910 | 1921 | 1930 | 1950 | 1961 | 1970 | 1980 | 1991 | 2001 | 2011 | 2021 |
| -------------------------------------------------------------- | ---- | ---- | ---- | ---- | ---- | ---- | ---- | ---- | ---- | ---- | ---- | ---- | ---- | ---- | ---- |
| Počet obyvatel                                                 | 275  | 269  | 285  | 307  | 446  | 424  | 464  | 154  | 96   | 52   | 25   | 21   | 11   | 10   | 8    |
| Počet domů                                                     | 36   | 40   | 46   | 48   | 56   | 57   | 75   | 64   | -    | 9    | 6    | 6    | 7    | 7    | 7    |
| Počty domů v roce 1961 (včetně domů ve Smrčině) nejsou uvedeny |      |      |      |      |      |      |      |      |      |      |      |      |      |      |      |

## Obecní správa
Při sčítání lidu v letech 1850–1879 Vackov byl osadou obce Lomnička v okrese Cheb. V letech 1880–1964 byl samostatnou obcí v okrese Cheb. Od roku 1965 je částí města Plesná v okrese Sokolov.

## Galerie

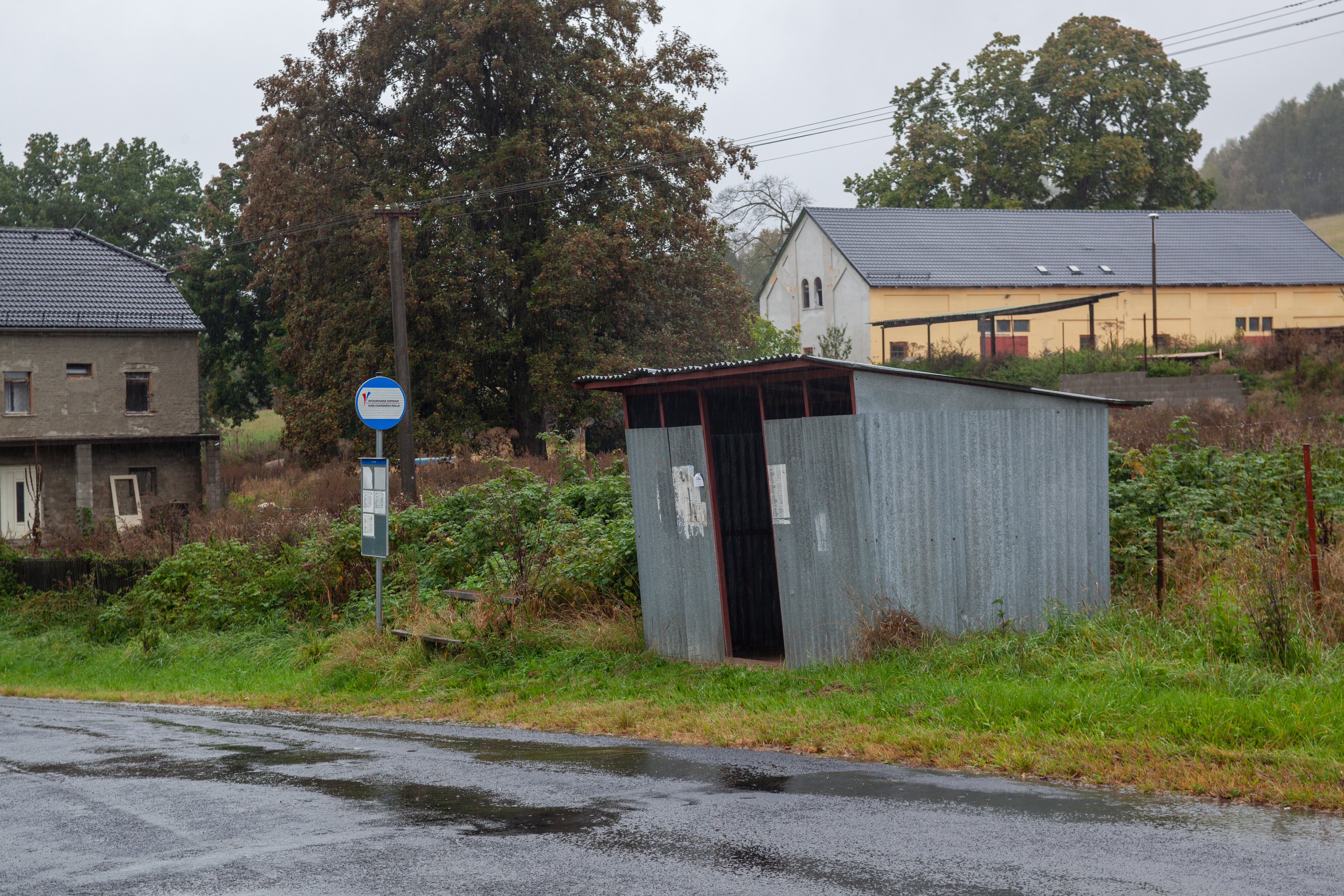
Autobusová zastávka
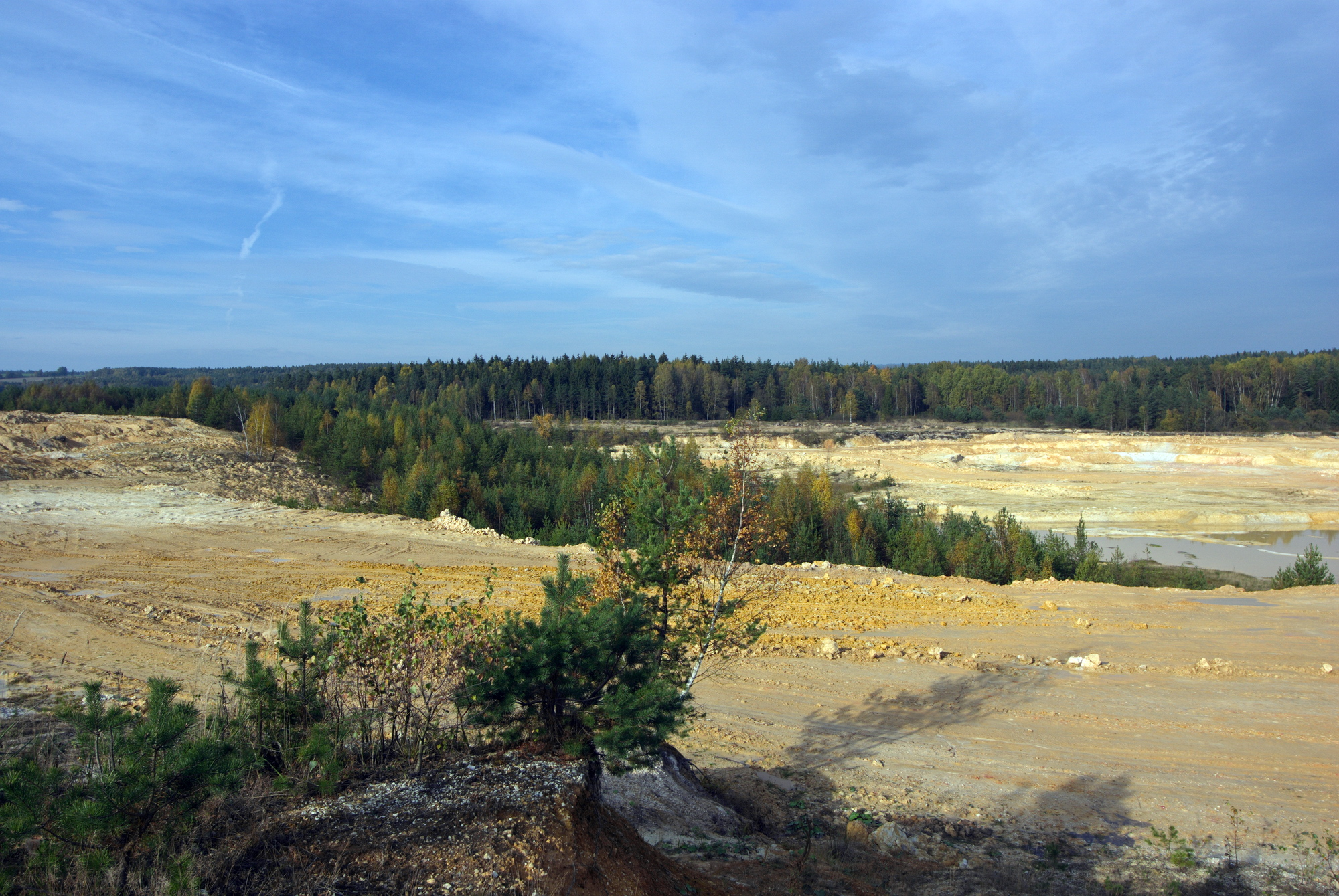
Těžba keramických jílů